# Giuseppe Perniciaro
Giuseppe Perniciaro (Mezzojuso, 11 gennaio 1907 – Piana degli Albanesi, 5 giugno 1981) è stato un vescovo cattolico particolare (eparca) italiano di etnia albanese, primo eparca di Piana degli Albanesi.

## Biografia
Nacque l'11 gennaio 1907 a Mezzojuso, colonia albanese di Sicilia, nell'allora arcidiocesi di Palermo.

### Formazione e ministero sacerdotale
Nel 1921 entrò nel Pontificio collegio greco di Sant'Atanasio di Roma, dopo aver frequentato per cinque anni il Seminario Italo-Albanese di Palermo; nel 1928 conseguì la laurea in teologia presso il Pontificio istituto orientale, sempre a Roma, e l'anno seguente la specializzazione in scienze ecclesiastiche orientali.
Fu ordinato presbitero il 7 luglio 1929 dall'eparca Isaias Papadopoulos nel Collegio greco di Roma.
Ritornato a Palermo, nel 1932 fu nominato rettore del locale seminario greco, il Seminario Italo-Albanese.

### Ministero episcopale
Il 26 ottobre 1937, contestualmente all'erezione dell'eparchia di Piana degli Albanesi e alla nomina del cardinale Luigi Lavitrano come suo amministratore apostolico, papa Pio XI lo nominò, a soli 30 anni, vescovo titolare di Albania e vescovo ausiliare dell'eparchia; fu all'epoca il più giovane vescovo del mondo. Ricevette l'ordinazione episcopale il 16 gennaio 1938 da Giovanni Mele, eparca di Lungro degli Italo-Albanesi, co-consacranti Paolo Schirò, ordinario di Sicilia per i fedeli italo-albanesi di rito bizantino, e Aleksandr Evrejnov, vescovo titolare di Pionia.
Fu vicario generale dell'eparchia sia con Lavitrano sia con il suo successore cardinal Ruffini fino a quando, il 12 luglio 1967, papa Paolo VI lo nominò primo eparca di Piana degli Albanesi.
In fedeltà alla tradizione albanese dei Padri, espressa dal pensiero e dall'azione del Servo di Dio padre Giorgio Guzzetta, si dedicò con zelo alla realtà socio-religiosa delle comunità albanesi di Sicilia, valorizzando le caratteristiche liturgiche bizantine oltre che etnico-culturali. Con ideale ecumenico, nel primo periodo della sua vita apostolica (1929-1961), promosse in Italia le relazioni con l'Oriente cristiano ortodosso, specialmente nelle relazioni con la Chiesa ortodossa autocefala albanese, e le Chiese di Costantinopoli, di Grecia e di Creta.
Partecipò a tutte le sessioni del Concilio Vaticano II e fu consultore della Congregazione per le Chiese orientali e componente della Commissione per l'ecumenismo della Conferenza Episcopale Italiana.
Durante il suo lungo episcopato ricoprì varie cariche di certo rilievo ecumenico; collaborò e appoggiò la rivista dell'eparchia "Oriente Cristiano".
Rassegnò le dimissioni il 31 maggio 1981; morì 5 giorni dopo.

## Genealogia episcopale
La genealogia episcopale è:
- Arcivescovo Nilo Isvoroff
- Vescovo Michel Petkoff
- Arcivescovo Michel Miroff
- Eparca Isaias Papadopoulos
- Eparca Giovanni Mele
- Eparca Giuseppe Perniciaro